# 애나 보든
애나 보든(영어: Anna Boden, 1976년 4월 1일 ~ )은 미국의 각본가, 영화 감독이다. 주로 동료 라이언 플렉 감독 협업하며, 그와 같이 연출한 작품으로 《하프 넬슨》(2006), 《미시시피 그라인드》(2016)가 있다. 플렉 감독과 같이 2019년 개봉하는 마블 스튜디오 영화 《캡틴 마블》의 감독으로 내정되었다.

## 연출 작품 목록
| 연도 | 제목                  | 원제                       | 역할   | 역할   | 비고 |
| 연도 | 제목                  | 원제                       | 감독   | 각본   | 비고 |
| ---- | --------------------- | -------------------------- | ------ | ------ | ---- |
| 2003 | 이 사람 본 적 있어요? | Have You Seen This Man?    | 예     | 아니요 | 단편 |
| 2004 | 고와누스, 브루클린    | Gowanus, Brooklyn          | 예     | 예     |      |
| 2005 | 젊은 반란군           | Young Rebels               | 예     | 아니요 |      |
| 2006 | 하프 넬슨             | Half Nelson                | 아니요 | 예     |      |
| 2008 | 슈거                  | Sugar                      | 예     | 예     |      |
| 2010 | 그저 재미있는 이야기  | It's Kind of a Funny Story | 예     | 아니요 |      |
| 2014 | 미시시피 그라인드     | Mississippi Grind          | 예     | 예     |      |
| 2019 | 캡틴 마블             | Captain Marvel             | 예     | 예     |      |